# 謝天錫
謝天錫（1464年—？年），原姓陳，任御史後請求復姓謝，字廷爵，福建福州府福清縣人，明朝政治人物。

## 生平
治《詩經》，行十，正德二年（1507年）由縣學生中式丁卯科福建鄉試第二十二名舉人，正德三年（1508年）聯捷戊辰科會試第一百六十四名，第三甲第五十七名進士。初授行人司行人，正德七年（1512年）五月选授陕西道御史，正德九年请求復姓谢，正德十年巡按直隶，为民凿渠以泄洪水，衡水、魏县二邑百姓深德之。正德十二年总督两广都御史陈金征剿广西府江諸贼寇王公珦等，任随军纪功御史。

## 家族
曾祖陈震。祖父陈胤。父陈微。母周氏。永感下，弟天祐。